# Kloster Cambron
Kloster Cambron (Camberona) ist eine ehemalige Zisterziensermönchsabtei in Belgien. Es liegt in Cambron-Casteau in der Gemeinde Brugelette in der Provinz Hennegau am Flüsschen Blanche, einem Nebengewässer der Dender (Dendre), rund 9 km südöstlich von Ath.

## Geschichte

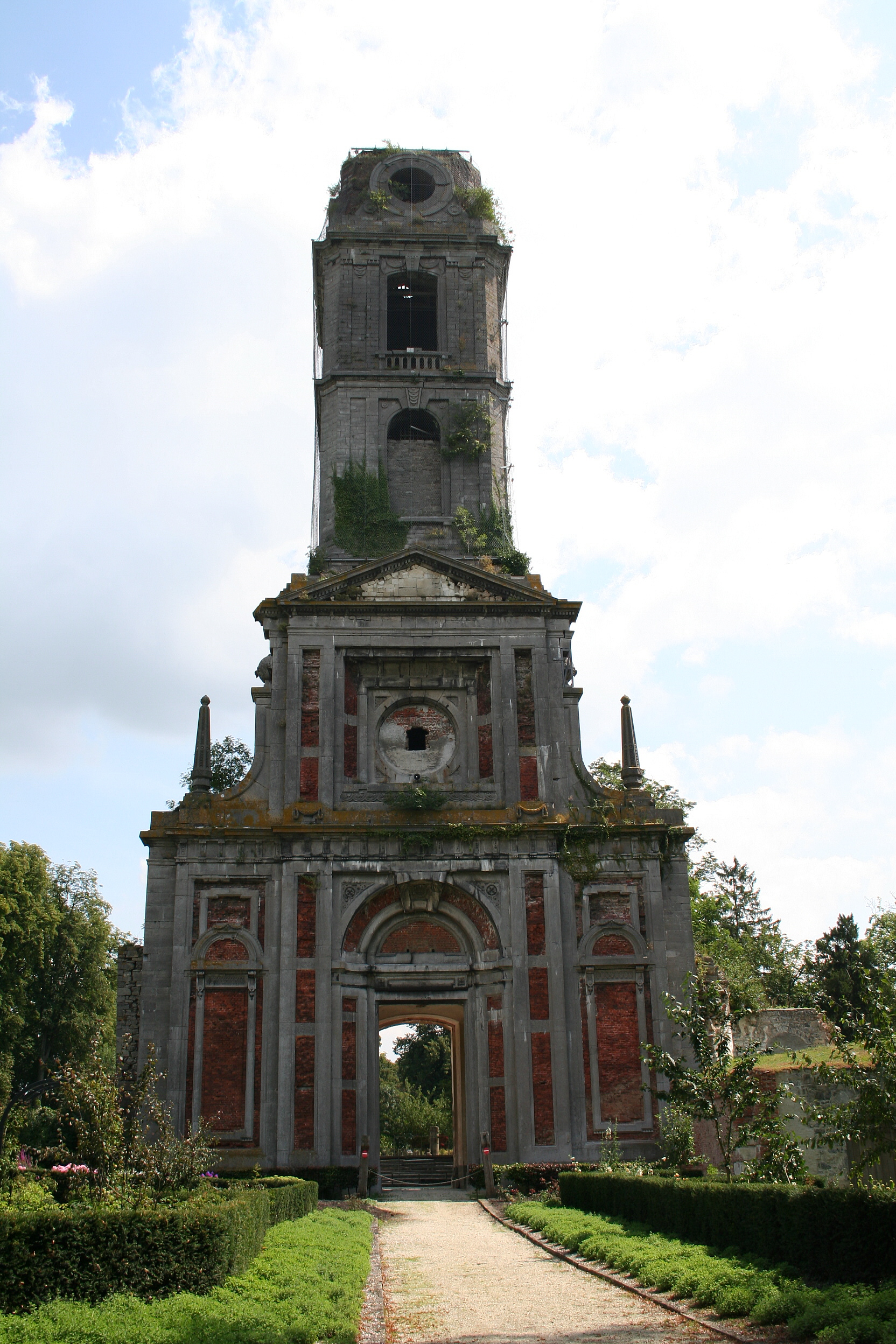
Turm der Abteikirche (1774)

Das Kloster wurde 1148 von Anselme de Trazegines, einem Kanoniker aus Soignies, gestiftet. Die Gründung soll durch Bernhard von Clairvaux erfolgt sein. Es war damit wohl ein Tochterkloster der Primarabtei Clairvaux und eines der wohlhabendsten Klöster im Hennegau. Dem Kloster Cambron wurde nach seinem Anschluss an den Zisterzienserorden das Kloster Boudelo unterstellt. Am Ende des 14. Jahrhunderts zählte die Abtei Cambron 70 Mönche. Im 18. Jahrhundert wurde sie nach Zerstörung neu aufgebaut. Die Auflösung erfolgte im Jahr 1789, wohl unter Joseph II., wurde durch die Kriegsereignisse aber erst 1797 wirksam. Das Kloster wurde anschließend an die Grafen von Val de Beaulieu verkauft, in deren Eigentum es bis 1993 verblieb, als es an die jetzigen Eigentümer des Parks Pairi Daiza verkauft wurde. 1982 wurde es unter Denkmalschutz gestellt.

## Anlage und Bauten
Erhalten sind der Turm der Klosterkirche aus dem Jahr 1774, eine monumentale Treppe aus dem Jahr 1776, die vollständig erhaltene mittelalterliche Klostermauer und ein Keller aus dem 13. Jahrhundert unter dem ehemaligen Konversenbau im Ausmaß von 12 × 18 m mit zwölf spitzbogigen Gewölben sowie die Klosterpforte aus dem Jahr 1722 und das Klostergut mit einer Wagenremise aus dem 18. Jahrhundert. Das Gelände wird heute als ein Themenbereich des Zoos Pairi Daiza genutzt. Reste der alten Abteikirche werden im Schloss von Attre aufbewahrt. In Bermeries bei Bavay in Frankreich ist eine Grangie von Cambron erhalten. Weitere Klosterhöfe stehen noch bei Diksmuide, Rosière, Thiennes, Horrues, Wodecq, Rebais, Lombise und Stoppeldijk.